# Estação Limache
A Estação Limache é uma das estações do Metrô de Valparaíso, situada em Limache, seguida da Estação Peñablanca. Administrada pelo Metro Regional de Valparaíso S.A.., é uma das estações terminais do sistema.
Foi inaugurada em 23 de novembro de 2005. Localiza-se no cruzamento da Rua Arturo Prat com a Avenida Urmeneta. Atende o setor Centro.